# Kanton Ozoir-la-Ferrière
Kanton Ozoir-la-Ferrière is een kanton van het Franse departement Seine-et-Marne. Het kanton maakt deel uit van de arrondissementen Provins (2), Melun (7) en Torcy (3). Het heeft een oppervlakte van 162.57 km² en telt 62 927 inwoners in 2017, dat is een dichtheid van 387 inwoners/km².
Het werd opgericht bij decreet van 18 februari 2014 met uitwerking in maart 2015.

## Gemeenten
Het kanton Ozoir-la-Ferrière omvat de volgende 12 gemeenten:
- Chevry-Cossigny
- Favières
- Férolles-Attilly
- Ferrières-en-Brie
- Gretz-Armainvilliers
- Lésigny
- Ozoir-la-Ferrière
- Pontcarré
- Servon
- Tournan-en-Brie
- Villeneuve-le-Comte
- Villeneuve-Saint-Denis